# .369 Nitro express
El .369 Nitro Express, o .369 Purdey Nitro Express, es un cartucho de fuego central para rifle  desarrollado por James Purdey & Sons en 1922.

## Descripción general
El .369 Nitro Express es un cartucho anillado que fue originalmente diseñado para ser usado en rifles dobles exclusivamente producidos por Purdey, y que ofrece un rendimiento balístico casi idéntico al del .375 Holland & Holland Magnum Flanged, disparando un proyectil del mismo calibre.
Como es común en los calibres para rifles dobles, debido a la necesidad de regular los dos cañones al mismo punto de impacto, se ofreció el .369 Nitro Express con una sola carga de 270 granos a 2,525 pies por segundo.
En su African Rifles and Cartridges, John "Pondoro" Taylor escribió sobre el .369 Nitro Express que "habría que recorrer un largo tramo para obtener un mejor arma de uso general".